# Austin Loadstar
Der Austin Loadstar oder Austin K2 Series II war ein LKW den die britische Austin Motor Company ab 1949 produzierte. Es handelte sich dabei um die erste neue LKW-Konstruktion von Austin nach dem Zweiten Weltkrieg und zugleich um die letzte eigenständige. Der Loadstar war eine überarbeitete Version des Austin K2 und wurde in Großbritannien, Australien, Neuseeland und Skandinavien angeboten, teilweise wieder als Austin K2 für die 2-Tonnen- und als Austin K4 für die 5-Tonnen-Nutzlast-Variante.
Angetrieben wurde der Loadstar von einem Sechszylinder-Benzinmotor von Austin, der aus 3995 cm³ Hubraum eine Leistung von 125 PS (92 kW) schöpfte. Erhältlich waren 2 verschiedene Radstände mit 2,9 und 4,0 Meter.
In den frühen 1950er Jahren zwangen die wirtschaftlichen Schwierigkeiten Austin und die Morris Motor Company zu einem Zusammenschluss zur British Motor Corporation. Daraus ergab sich, dass der Loadstar 1956 durch den Austin S201/401/501 abgelöst wurde, der auch mittels Badge-Engineering als Morris WF angeboten wurde.

## K9
Es gab auch eine Militärversion mit Allradantrieb unter dem Namen Austin K9. Dafür gab es unterschiedliche Aufbauten, wie Krankentransportwagen, Wassertankwagen, Rettungsfahrzeug und Funkwagen. Die Militärversion hatte oft eine runde Klappe im Dach des Führerhauses, die für eine Bewaffnung oder zur Beobachtung genutzt wurde.